# دکشا ست
دکشا ست (به انگلیسی: Deeksha Seth) (زاده ۱۴ فوریه ۱۹۹۰) بازیگر هندی است.
از فیلم‌هایی که وی در آن نقش داشته است می‌توان به فریاد، ریبل و مسیر شاه اشاره کرد.